# Dark Souls III
Dark Souls III is een actierollenspel uit 2016 ontwikkeld door FromSoftware en uitgegeven door Namco Bandai Games. Het is het vierde spel in de Souls-serie en kwam uit voor PlayStation 4, Xbox One en Windows. Het spel verscheen in Japan op 24 maart 2016 en is wereldwijd gepubliceerd op 12 april 2016.
Na uitgave zijn er twee aanvullende DLC's verschenen, genaamd Ashes of Ariandel en The Ringed City. Een complete versie van het spel met deze DLC's verscheen in april 2017 onder de titel Dark Souls III: The Fire Fades.

## Spel
Dark Souls III is een derdepersoon-actierollenspel. De speler is uitgerust met een aantal wapens om tegen vijanden te vechten. Een schild kan worden gebruikt om zich te verdedigen tegen aanvallen. Elk wapen heeft twee typen aanvalsmogelijkheid; een standaard en een krachtige aanval. Tevens keert magie onder de naam "focus points" terug in dit spel. Daarbij zijn de gevechten en bewegingen sneller en vloeiender gemaakt, zodat een speler meer schade kan aanrichten in een korte tijd. Vijanden kunnen zelfs hun type aanvallen veranderen tijdens een gevecht.
Het spel richt zich meer op het rollenspelaspect, waarbij de speler het personage steeds sterker kan maken of aanpassen voor bepaalde tactieken.
In het speelveld dienen de kampvuren wederom als een bewaarpunt, van waaruit men verder kan spelen als het spel over is.

## Ontvangst
Het computerspel is positief ontvangen in recensies en was commercieel succesvol. Men vond het spel een waardig en passend einde in de serie. 
Op verzamelwebsite Metacritic heeft het spel en score van 89% voor Windows en PS4, en 87% voor de Xbox One-versie. Andere spelbladen gaven het de volgende beoordelingen: Famitsu: 38/40, GameSpot: 8/10 en IGN: 9,5/10.
Er zijn ruim drie miljoen exemplaren van verkocht in de eerste twee maanden. Dit aantal was in 2020 opgelopen naar 10 miljoen exemplaren.